# Ichneumon normannicus
Ichneumon normannicus là một loài tò vò trong họ Ichneumonidae.